# Fabio Hurtado

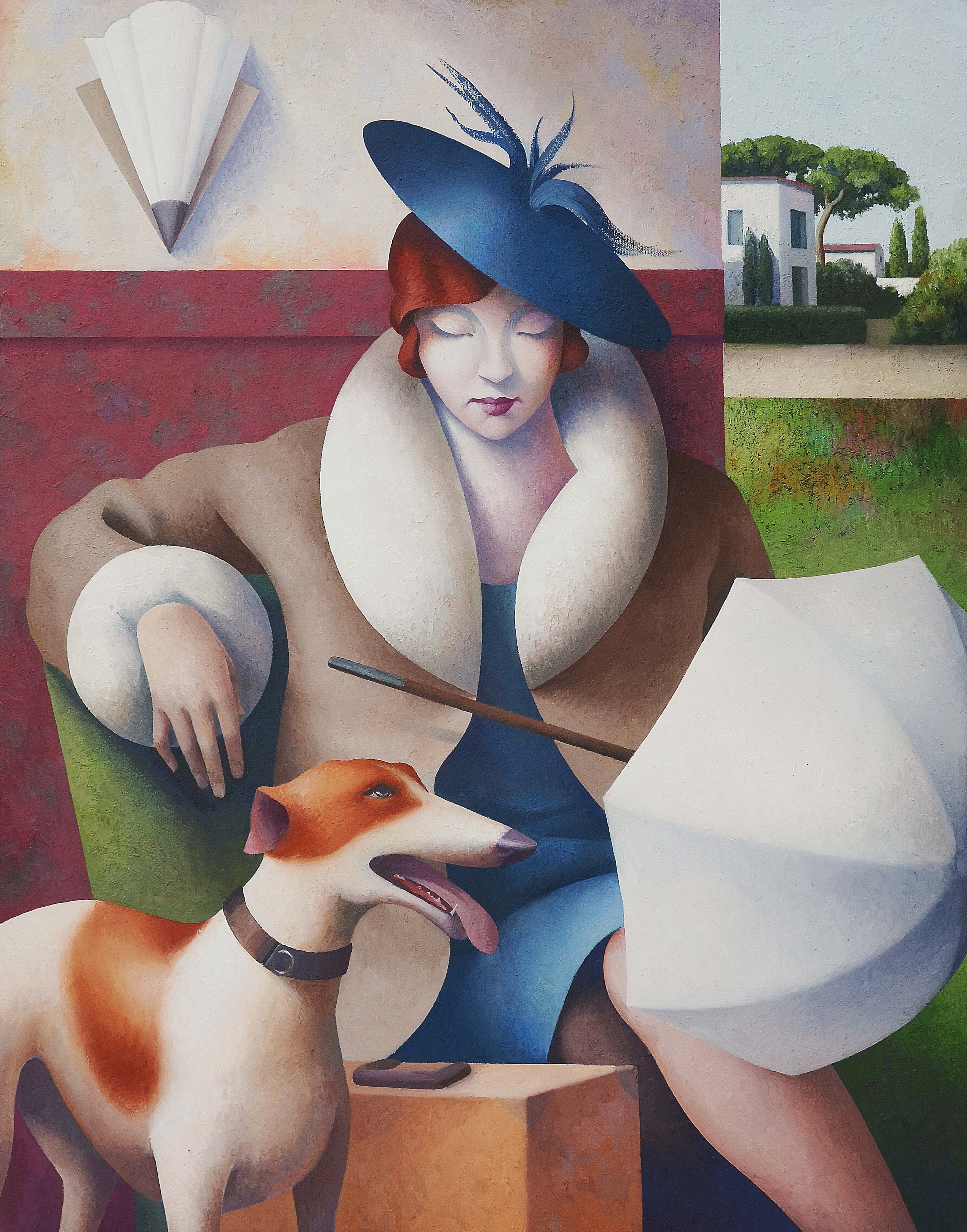
Un Viaje en Toscana, por Fabio Hurtado, 114 x 81 cm, óleo sobre lienzo

Fabio Hurtado (Madrid 1960-) es un pintor contemporáneo español, conocido por una obra de carácter intimista que muestra el universo femenino en un contexto urbano al comienzo de la modernidad industrial. Durante su carrera Hurtado ha recibido importantes premios y distinciones. En 2004 seis de sus obras son escogidas para ilustrar una serie filatélica titulada “La mujer y la lectura”, emitida por Correos de España para exaltar la integración cultural de la mujer en este país en el siglo XX. Respecto a su trabajo se ha comentado con elogio el refinado dibujo, la emocionalidad subyacente y cierto aire cinematográfico.

## Biografía
De madre italiana y padre español, Fabio Hurtado nace en Madrid el 26 de enero de 1960. Inclinado a las artes desde muy joven, ingresa en la Facultad de Bellas Artes en la Universidad Complutense de Madrid. En 1984 se licencia y establece su primer estudio como pintor y fotógrafo. Durante años compagina su labor docente con la producción creativa hasta alcanzar el reconocimiento internacional exponiendo su obra en Europa, Estados Unidos y Asia.

## Distinciones

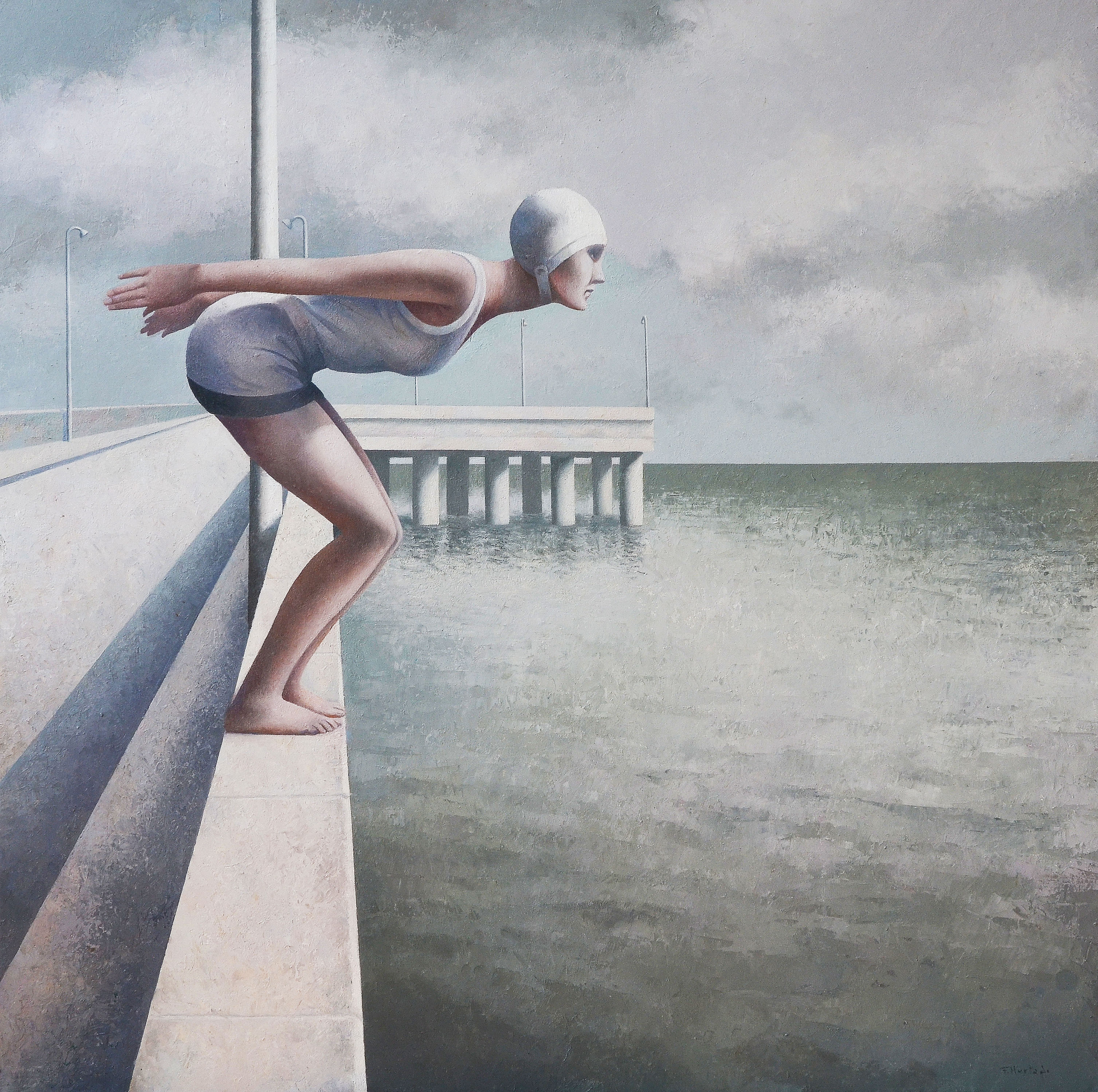
The Big Crossing, por Fabio Hurtado, 150 x 150 cm, óleo sobre lienzo

En 1995, el pintor es admitido al senado académico de la Academia de Arte Moderno de Roma. En el mismo año Hurtado recibe de manos de S.M. la Reina Sofía de España la Medalla de Honor que le fue otorgada al igual que a otros nueve artistas (entre ellos Adrià Pina, Elena Negueroles y Raúl Urrutikoetxea) en la 10.ª edición del premio de pintura de BMW. También en 1995, Hurtado recibe la Primera Medalla de Pintura en el Salón de Otoño de la Asociación Española de Pintores y Escultores (AEPE). En 1998, una de sus piezas ilustra la portada de la revista Telecoms World del diario norteamericano Financial Times. Años más tarde, el Museo del Ulster adquiere la obra de Hurtado "Tres Mujeres Sentadas y un Perro" (1997) para su colección de arte.  En 2007 el diario La Vanguardia elige una de las pinturas de Hurtado para ilustrar la portada de su suplemento cultural (Culturals) publicado con ocasión del Día del Libro. El nombre de Fabio Hurtado ha sido incluido en varios diccionarios y libros de referencia sobre el arte español.  Un ensayo sobre su arte, así como antologías de sus pinturas, se publicaron en 1998 y 2007.

## Exposiciones recientes
- 2007 Fabio Hurtado - Exposición en Albermarle Gallery, Londres, UK[14]

- 2013 Exposición individual, Galería Alfama Madrid[15]
- 2016 Sala Rusiñol, Barcelona; exposición individual 'Tiempos modernos'[16]
- 2017

- Ene 10: Exposición Nadal 2017 "Ara és el moment" , Galería Sala Rusiñol, Barcelona
- May 4 to Jun 3: “INDRETS SOMIATS” exposición de Fabio Hurtado y Leo Wellmer, Galería Jordi Barnadas, Barcelona: .
- Ago 5: “Fotogrammi – Diario di un viaggio intimo”, di Fabio Hurtado e Lucia Oliva, Civica Galleria di Palazzo Rocca, Chiavari, Génova, Italia
- Sep 2: exposición colectiva ‘El Retorno’, Galería El Aljibe de Haría, Lanzarote, España
- Nov 23: exposición colectiva, Proyecto Tristán, Gran Teatro del Liceo en Barcelona
- 2018

- Jan-Feb: exposición colectiva, Sala de Arte del Convento de Santo Domingo de La Villa de Teguise, Galería de arte Lanzarote”
- Retrospectiva, Fabio Hurtado : un viatge interior; Museu de la Ciutat Casa de Polo, Ajuntament de Vila-real, Castelló
- May 18-21: Art Revolution Taipei fair:European masters, Taipei World Trade Center